# Kunbir pallidipennis
Kunbir pallidipennis là một loài bọ cánh cứng trong họ Cerambycidae.